# Оксана Мастерс
Оксана Олександрівна Бондарчук, пізніше Оксана Мастерс (англ. Oksana Masters, нар. 19 червня 1989, Хмельницький) — американська спортсменка родом з України. Паралімпійська чемпіонка та багаторазова призерка літніх та зимових Паралімпіад. Учасниця літніх Паралімпійських ігор 2012 і 2016 років та зимових Паралімпійських ігор 2014 і 2018 років.

## Біографія
Народилась 19 червня 1989 року в м. Хмельницький, через 3 роки після Чорнобильскої катастрофи з вродженими пороками розвитку, що викликані радіацією, включаючи тибіальну геміомелію, що призвела до різної довжини ніг, відсутніх несучих великогомілкових кісток у литках, зрощених пальців без великих пальців та по шість пальців на кожній нозі. Її біологічні батьки її покинули і віддали до українського дитячого будинку; вона продовжила переходити до ще двох дитячих будинків до 7-ми років. У дитячих будинках її часто били та ґвалтували чоловіки, іноді більше разу на день. Жінки, які там працювали, вдавали, що не помічають.
У дитячому будинку Оксана була свідком убивства іншої вихованки, її найкращої подруги Оленки (Лейні). Діти в дитячому будинку були завжди на межі голоду та недоїдання. Одного разу вночі Лейні та Оксана потайки вийшли, щоб дістати їжу, але Оксана посковзнулася та вдарилася об стілець. Чоловіки, почувши шум, знайшли Лейні. Оксана змогла сховатися, але чула, як вони вдарили Лейні шість разів. Її найкраща подруга померла внаслідок отриманої травми.
Після 7 років Оксана була удочерена 43-річною Гей Мастерс, неодруженою американською професоркою, яка була дипломованою лікаркою-логопедом і не мала біологічних дітей.
Після переїзду до США у 1997 році Оксані ампутували обидві ноги вище коліна — ліву ногу у дев'ять років і праву ногу у 14 — оскільки вони ставали дедалі болючішими та не могли її підтримувати. Оксана також пройшла операцію для модифікації пальців на руках, щоб вони функціонували як великі пальці.
Коли Мастерс потрапила до США, її мати була професоркою в Буффало; вона переїхала до Луїсвіля у 2001 році, коли її мати посіла викладацьку посаду в Університеті Луїсвіля, і закінчила Атертон Хай Скул у 2008 році.
На Літніх Паралімпійських іграх 2012 року у Лондоні виборола бронзу в академічному веслуванні.
На Зимових Паралімпійських іграх 2014 року у Сочі виборола срібну нагороду в лижних перегонах на 12 км, та бронзову на дистанції 5 км.
На Літніх Паралімпійських іграх 2016 року у Ріо-де-Жанейро виступала у шосейних велоперегонах, проте медалей завоювати не змогла, фінішувавши 4-ю у перегонах на 45 км та 5-ю у гонці з роздільним стартом.
На Зимових Паралімпійських іграх 2018 року у Пхьончхані стала дворазовою паралімпійською чемпіонкою у лижному спринті на 1,1 км та лижних перегонах на 5 км, а також виборола дві срібні нагороди в біатлоні на дистанції на 6 та 12,5 км, та бронзу у лижних перегонах на дистанції 12 км.

## Поява в медіа
Історія життя Оксани Мастерс була висвітлена в ряді медіаресурсів, зокрема в журналі Spirit — бортовому журналі Southwest Airlines, та у Sports Illustrated. Її також було визнано однією з «11 найпривабливіших паралімпійців» за версією msn NOW, увійшла до списку десяти спортсменів США, на яких варто звернути увагу, за версією The Guardian, та позувала оголеною для щорічного випуску ESPN The Magazine «The Body Issue». Apple зняла її у відео «Змінюємо життя. Один додаток за раз», де вона розповідає, як додатки для iOS змінили її життя.

## Авторка
- Книга The Hard Parts: A Story of Courage and Triumph — тверда обкладинка, 21 лютого 2023 року. ISBN 9781982185510.[19]

## Українські переклади
- Оксана Мастерс, Кессіді Рендалл. Долаючи біль. Мемуари про відвагу і тріумф — тверда обкладинка. Переклад з англійської Олена Замойська. — Львів: Локальна історія, 2024. — 352 с., ISBN 978-617-95382-4-7